# Rachael Taylor (Schauspielerin)

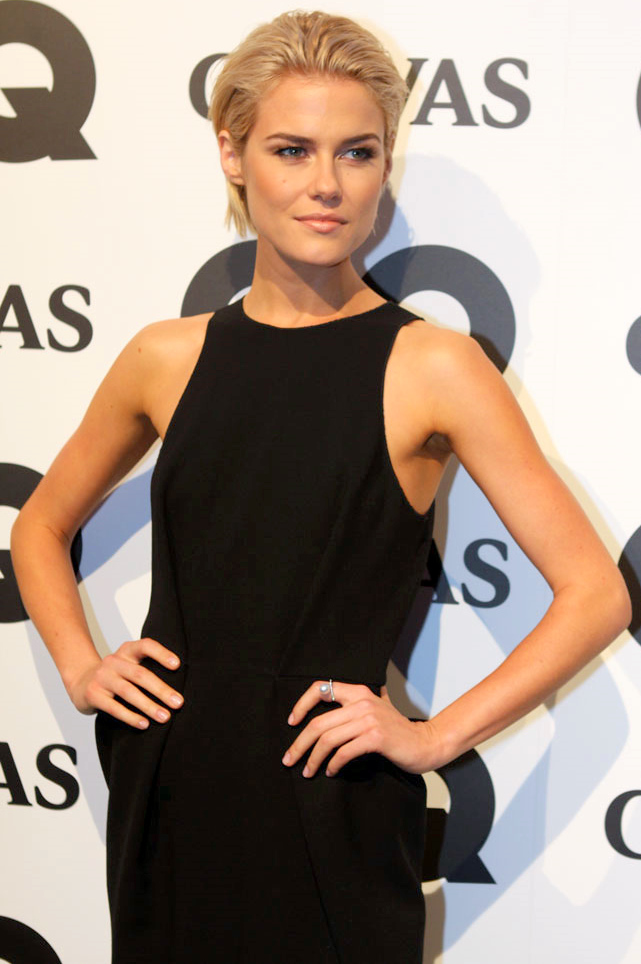
Rachael Taylor (2011)

Rachael Taylor (* 11. Juli 1984 in Launceston, Tasmanien) ist eine australische Schauspielerin und Model.

## Karriere
Taylor begann ihre Schauspielkarriere 2004 mit dem Fernsehfilm The Mystery of Natalie Wood. Im gleichen Jahr hatte sie einen Auftritt in der Fernsehserie McLeods Töchter und eine Rolle in Marvel’s Man-Thing. Für ihre Hauptrolle in der australischen Serie headLand beendete Taylor ihr Studium an der University of Sydney. 2006 war sie mit dem Horrorfilm See No Evil im Kino zu sehen. Es folgten Rollen in Transformers, Deception – Tödliche Versuchung und Shutter – Sie sehen dich. Von 2012 bis 2013 verkörperte sie Jane Van Veen in der ABC-Mysteryserie 666 Park Avenue. 2014 war sie in der Hauptrolle der Susie Dunn in Crisis zu sehen.
Von 2015 bis 2019 war sie als Trish Walker in der Serie Marvel’s Jessica Jones in einer Hauptrolle neben Krysten Ritter zu sehen. Seit dem Ende der Serie hat sie sich aus bisher unbekannten Gründen weitestgehend aus der Öffentlichkeit zurückgezogen und war seitdem auch nicht mehr vor der Kamera tätig. Im März 2023 gab es Gerüchte, dass Taylor bei Paul Thomas Andersons nächstem, derzeit noch unbenannten Film dabei sein würde. Dies wäre ihre erste Schauspielrolle seit 5 Jahren. Im selben Monat kehrte sie auch zu ihrem Instagram-Konto zurück, nachdem sie vier Jahre lang keine Posts mehr durchgeführt hatte.
In ihren Serien und Filmen hatte sie bisher verschiedene Synchronsprecherinnen.

## Privat
Taylor wurde in Launceston, Tasmanien, als Tochter von Christine und Nigel Taylor geboren. Sie besuchte die Riverside High School und die Trevallyn Primary School. Taylor wollte schon als Kind Schauspielerin werden und trat in vielen Schulstücken auf. Im Jahr 2000 machte sie ihren Abschluss an der Riverside High School.

## Filmografie (Auswahl)
- 2004: The Mystery of Natalie Wood (Fernsehfilm)
- 2005: Dynasty: The Making of a Guilty Pleasure (Fernsehfilm)
- 2005: McLeods Töchter (McLeod’s Daughters, Fernsehserie, Folge 5x08)
- 2005: Marvel’s Man-Thing (Man-Thing, Fernsehfilm)
- 2005: Hercules (Fernsehfilm)
- 2005–2006: headLand (Fernsehserie, 58 Folgen)
- 2006: See No Evil
- 2007: Transformers
- 2008: Bottle Shock
- 2008: Deception – Tödliche Versuchung (Deception)
- 2008: Shutter – Sie sehen dich (Shutter)
- 2009: Washingtonienne
- 2009: Cedar Boys
- 2009: Splinterheads
- 2009: Ghost Machine
- 2010: Summer Coda
- 2011: Grey’s Anatomy (Fernsehserie, acht Folgen)
- 2011: Red Dog
- 2011: Charlie’s Angels (Fernsehserie, acht Folgen)
- 2011: Darkest Hour (The Darkest Hour)
- 2012: Any Questions For Ben?
- 2012–2013: 666 Park Avenue (Fernsehserie, 13 Folgen)
- 2014: Crisis (Fernsehserie, 13 Folgen)
- 2014: The Loft
- 2015–2019: Marvel’s Jessica Jones (Fernsehserie, 38 Folgen)
- 2016: ARQ
- 2016: Marvel’s Luke Cage (Fernsehserie, Folge 1x06)
- 2016: Gold – Gier hat eine neue Farbe (Gold)
- 2017: House of Bond (Fernsehzweiteiler)
- 2017: Marvel’s The Defenders (Fernsehserie, vier Folgen)
- 2018: Ladies in Black
- 2018: White Orchid
- 2019: Finding Steve McQueen
- 2024: Hacks (Fernsehserie, 1 Folge)